# Station Feuerbachstraße
Feuerbachstraße is een S-Bahnstation aan de gelijknamige straat in het Berlijnse stadsdeel Steglitz. Station Feuerbachstraße ligt aan de Wannseebahn en werd geopend op 15 november 1933.
De Wannseebahn, geopend in 1891, was een van de laatste voorstadslijnen in Berlijn die werd geëlektrificeerd en daardoor onderdeel van het S-Bahnnet werd. In samenhang met de elektrificatie werden er twee nieuwe stations aan de lijn toegevoegd: Sundgauer Straße en Feuerbachstraße. Station Feuerbachstraße, gebouwd naast het toenmalige goederenstation van Steglitz, opende tegelijkertijd met het begin van de elektrische dienst, op 15 mei 1933; Sundgauer Straße volgde een jaar later. Het station bestaat uit een overdekt eilandperron, dat deels onder de Feuerbachbrücke ligt, en een rond toegangsgebouw in de stijl van de nieuwe zakelijkheid. Het geheel is opgenomen op de Berlijnse monumentenlijst.
Tijdens de Tweede Wereldoorlog werd station Feuerbachstraße zwaar beschadigd, maar na de oorlog kon de dienst weer worden opgenomen. Het station lag inmiddels in de Amerikaanse sector en was deel van West-Berlijn. De S-Bahn werd echter zowel in het oosten als in het westen van de stad geëxploiteerd door de Oost-Duitse spoorwegen (Deutsche Reichsbahn).
Aan het einde van de jaren 1960 begon men met de aanleg van de Westtangente (BAB 103). Deze autosnelweg loopt grotendeels parallel aan de Wannseebahn, en kruist deze ter hoogte van station Feuerbachstraße in een tunnel. Vanwege de bouw van de tunnel kon het station in 1965-1966 een jaar lang niet gebruikt worden en stopten de treinen aan een noodperron. Bij de West-Berlijnse S-Bahn was ondertussen enig verval ingetreden: het door de Reichsbahn bedreven vervoermiddel werd na de bouw van de Muur in 1961 massaal geboycot. Het dalende aantal reizigers leidde tot bezuiniging op het onderhoud van stations en sporen, en ook de dienstregeling werd steeds verder uitgedund. Na een staking van het West-Berlijnse S-Bahnpersoneel in september 1980 zou een groot aantal trajecten, waaronder de Wannseebahn, zelfs helemaal niet meer bediend worden. Station Feuerbachstraße sloot zijn deuren.
Nadat het stadsvervoerbedrijf BVG in 1984 het westelijke deel van de Berlijnse S-Bahn had overgenomen werd een aantal jarenlang verwaarloosde lijnen opgeknapt en geleidelijk weer in bedrijf genomen. Op 1 februari 1985 kwam de Wannseebahn, die het lijnnumer S1 had gekregen, weer in dienst en stopten er voor het eerst in vier en een half jaar weer treinen in station Feuerbachstraße. Voor de heropening had men het station volledig gerestaureerd; de bouwvallige stationshal uit 1933 was tot op het betonskelet afgebroken en volgens de originele plannen herbouwd.